# Elaphoglossum nidiformis
Elaphoglossum nidiformis är en träjonväxtart som beskrevs av John T. Mickel. Elaphoglossum nidiformis ingår i släktet Elaphoglossum och familjen Dryopteridaceae. Inga underarter finns listade.